# 사이버파크
사이버파크(Cyberpark Kozhikode)는 인도 케랄라주의 말라바 지역의 IT와 ITES 산업의 투자 개발과 홍보를 위한 케랄라주정부 소유의 IT 및 기술 공원이다. 2009년 1월 28일 Societies Act 1860 법안으로 등록되었다. 사이버파크는 케랄라주 IT 인프라스트럭처 리미티드(Kerala State IT Infrastructure Limited, KSITIL)에 의해 구축되어 있다.
특별경제구역(Special Economic Zone, SEZ)와 비SEZ 옵션을 보유하고 있다. 사이버파크는 케랄라주에서 3번째의 IT 허브이며 다른 두 곳은 티루바난타푸람의 테크노파크(Technopark)와 코치의 인포파크(Infopark)이다.
코지코드의 2곳의 주요 IT 파크 가운데 하나이다. 다른 하나는 협동조합 부문의 UL 사이버 파크이다.